# Balmes de Montbrun

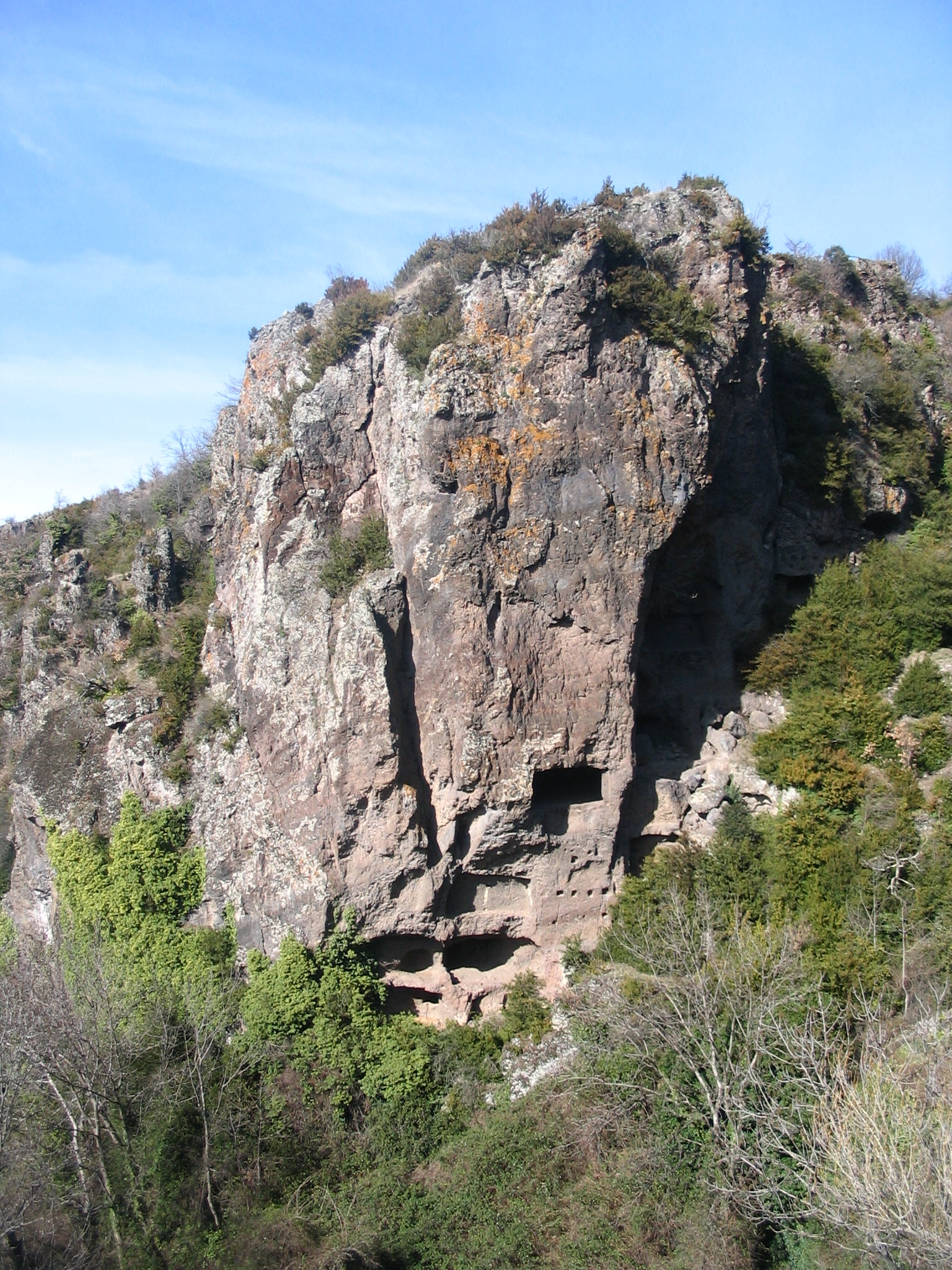
Balmes de Montbrun

Die Balmes de Montbrun sind mittelalterliche Höhlenwohnungen auf dem Plateau du Coiron im Département Ardèche im Süden Frankreichs.

## Geographie
Die aufgelassenen Basalthöhlen befinden sich auf einer Höhe von rund 500 m in einem erloschenen Vulkankegel zwischen den Ortschaften Saint-Jean-le-Centenier, Berzème und Saint-Gineis-en-Coiron.

## Geschichte
Es wird davon ausgegangen, dass die ersten Höhlen im Frühmittelalter in den Basalt geschlagen wurden. Zwischen dem 15. und 16. Jahrhundert wurde die Siedlung verlassen. Die Bewohner zogen in die Ortschaften der näheren Umgebung.